# Strada maestra M-5 (Montenegro)
La strada maestra M-5 (in montenegrino Magistralni put M-5) è una delle strade maestre del Montenegro.

## Percorso
La strada maestra M-5 è definita dai seguenti capisaldi d'itinerario: "Ribarevina (incrocio con la M-2) - Berane (incrocio con la R-2) - Budimlja (incrocio con la R-12) - Kalače (incrocio con la R-12) - Rožaje (incrocio con la R-5) - Most Zeleni (incrocio con la R-6) - confine serbo presso Dračenovac."